# 19e brigade mécanisée de la Garde (Biélorussie)
Pour les articles homonymes, voir 19e brigade et 19e division.
La 19e brigade mécanisée de la Garde (russe : 19-я гвардейская механизированная бригада) est une unité militaire d'infanterie mécanisée des Forces armées biélorusses basée à Zaslonava (be), à quelques kilomètres à l'est de Lepiel. 
L'histoire de la brigade remonte à la formation en 1942 du 2e corps mécanisé de la Garde de l'Armée rouge pendant la Seconde Guerre mondiale. Pendant la guerre froide, elle porte successivement le nom de 2e division mécanisée de la Garde puis de 19e division de chars de la Garde. En 1992, la 19e division de chars de la Garde devient partie intégrante des forces armées biélorusses. Par la suite, l'unité est réduite en effectif et devient la 19e base de stockage d'armes et d'équipement de la Garde avant d'être transformée en brigade mécanisée en 2008.

## Seconde Guerre mondiale
Le 2e corps mécanisé de la Garde (russe : 2-й гвардейский механизированный корпус) est formé dans la région de Tambov le 15 octobre 1942 à partir d'éléments de la 22e division de fusiliers de la Garde. Subordonné au front du Sud et à la 2e armée de la Garde jusqu'à la fin de 1943, le corps est commandé par le major-général Karp Sviridov. Fin 1943, le corps devient une unité de réserve directement rattachée au niveau du front et combat avec les 2e, 3e et 4e fronts ukrainiens pour le reste de la guerre. À la fin de la guerre, le 2e corps mécanisé de la Garde est formé des 4e, 5e et 6e brigades mécanisées de la Garde et de la 37e brigade de chars de la Garde,. Le corps a combattu à Stalingrad en 1942-43, à Melitopol en 1943, à Offensive d'Odessa (en) et Budapest en 1944 et à Vienne en 1945. Le 2e corps mécanisé de la Garde termine la guerre rattaché à la 6e armée de chars de la Garde.

## Guerre froide
Le 2e corps mécanisé de la Garde, comme tous les corps mécanisés soviétiques, est réorganisé en division au milieu de la fin de 1945 et rebaptisé 2e division mécanisée de la Garde (russe : 2-я гвардейская механизированная дивизия, numéro d'unité militaire 16132). La 2e division mécanisée de la Garde fait partie du groupement sud des forces armées soviétiques basé à Esztergom, en Hongrie. La division est composée des 4e, 5e et 6e régiments mécanisé de la Garde (anciennes brigades), du 37e régiment de chars (ancienne brigade), du 87e régiment de chars (de nouvelle formation), du 67e bataillon de chars d'entraînement et du 99e bataillon de motocyclistes.
La division fait partie des forces soviétiques qui écrasent la révolution hongroise de 1956, recevant dès juillet l'ordre de se tenir prête à intervenir. Le 37e régiment de chars et le 4e régiment mécanisé sont les premières unités soviétiques à entrer dans Budapest le 24 octobre. Trop peu nombreuses, les forces soviétiques doivent accepter une trêve,. Lorsque l'offensive reprend le 4 novembre, la 2e division mécanisée de la Garde prend le nord-est et le centre de la ville, dont le Parlement et les ponts sur le Danube. Les insurgés hongrois sont rapidement vaincus bien que des actions de résistance se poursuivent jusqu'au début de l'année 1957.
Le 15 décembre 1956, la division est réorganisée en division de chars et rebaptisée 19e division de chars de la Garde (russe : 19-я гвардейская танковая дивизия). Les trois régiments mécanisés sont transformés en régiments de fusiliers motorisés mais seul le 6e reste à la division : le 4e régiment est dissous et le 5e régiment passe à la 35e division de fusiliers motorisés de la Garde. La division reçoit le 83e régiment de chars de la 17e division mécanisée de la Garde (ru).
La division se retire en décembre 1989 à Zaslonava et fait partie de la 7e armée de chars.

## Unité biélorusse
L'unité devient partie intégrante des forces armées biélorusses en janvier 1992. En 1993, la division est réorganisée et devient une base de stockage d'armes et d'équipement, une formation d'infanterie mécanisée à effectif partiel. La base est renforcée en octobre 2003.
En 2008, la 19e brigade mécanisée de la Garde biélorusse est créée à partir de la base.